# Raúl Esparza
Raúl Eduardo Esparza (Wilmington, 24 de octubre de 1970) es un actor estadounidense, conocido por interpretar al ayudante de fiscal de distrito Rafael Barba en la serie de televisión Law & Order: Special Victims Unit y a Federick Chilton en Hannibal.

## Biografía

### Primeros años
Esparza nació el 24 de octubre de 1970 en Wilmington (Delaware), tiene ascendencia cubana y se crio en Miami. Su padre era ingeniero y su madre tuvo profesiones como diseñadora de interiores, banquera y agente de viajes. Fue al Colegio de Belén y, después, a la Universidad de Nueva York, concretamente a la Tisch School of the Arts, donde estudió Drama. En los inicios de su carrera, le sugirieron usar un nombre artístico que no fuese hispano, a lo que se negó: «[A esas personas], yo les decía que si podían pronunciar el nombre de Schwarzenegger, podían pronunciar Esparza».

### Carrera artística
Después de graduarse de la universidad, un antiguo profesor suyo lo alentó a seguir una carrera como actor y le consiguió una audición con una compañía de teatro de Chicago, que fue exitosa. A finales de la década de 1990, tras formar parte de la gira por los veinte años del musical Evita, Esparza se trasladó a Manhattan, donde pasó malos momentos debido a falta de trabajo y al suicidio de un examante. Sin embargo, a mediados del año 2000 su situación mejoró al obtener un papel en el musical The Rocky Horror Show en Broadway, con el cual ganó popularidad. Posteriormente, actuó en Taboo, Chitty Chitty Bang Bang, Company, entre otros.
En 2006, interpretó a Tony Compagna, primo y agresor del personaje de Vin Diesel, en la película dramática Find Me Guilty, de Sidney Lumet. Un año más tarde, trabajó en el documental dirigido por Dori Berinstein ShowBusiness: The Road to Broadway, cuya trama aborda las obras representadas en Broadway en 2004, y participó en dos episodios de la serie de la ABC Pushing Daisies, donde personificó al vendedor de medicamentos homeopáticos contra la depresión Alfredo Aldarisio. Entre 2004 y 2009, fue candidato al premio Tony en cuatro categorías diferentes, algo que solamente él y otro actor consiguieron. En 2010 actuó en el slasher de Wes Craven My Soul to Take, en el que dio vida a Abel, un hombre con múltiples personalidades que sin darse cuenta es un asesino en serie conocido como «Riverton Ripper». La película recibió malas críticas. En ese mismo año, trabajó en la serie Medium.
En un artículo de la revista The New Yorker publicado el 5 de abril de 2010, el crítico de teatro Hilton Als escribió:

[Esparza] es un actor de primera, experto en inculcar en sus roles sentimientos ilícitos, a la vez que trae una ternura perversa y alegría a sus personajes sombríos.

En 2011, fue parte del elenco de la película independiente Trouble in the Heights. En octubre de 2012, se informó de que interpretaría al ayudante de fiscal de distrito Rafael Barba en Law & Order: Special Victims Unit desde el episodio «Twenty-Five Acts», el cual se emitió el 10 de octubre. Esparza había actuado en otras dos series de la franquicia: Law & Order y Law & Order: Criminal Intent. Al año siguiente, su personaje pasó a ser principal. En febrero de 2018, abandonó la serie. También en televisión, en mayo de 2013 obtuvo el papel recurrente de Federick Chilton en la serie de la NBC Hannibal.

## Vida personal
En 1993, a los veintitrés años, se casó con Michele, a quien conoce desde la escuela secundaria. Se separaron en el año 2000, si bien de vez en cuando retomaban la relación, y para 2006 seguían casados. Esparza es bisexual, algo que al principio desagradó a sus padres, en particular a su madre.

## Filmografía

### Cine
| Año  | Título                             | Personaje      | Notas      |
| ---- | ---------------------------------- | -------------- | ---------- |
| 2005 | ShowBusiness: The Road to Broadway | Él mismo       | Documental |
| 2006 | Find Me Guilty                     | Tony Campagna  |            |
| 2010 | My Soul to Take                    | Abel Plenkov   |            |
| 2011 | Trouble in the Heights             | Nevada Ramirez |            |
| 2016 | Custody                            | Luis Sanjuro   |            |
| 2017 | Ferdinand                          | Moreno         | Voz        |

### Televisión
| Año                  | Título                                            | Personaje         | Notas                                                               |
| -------------------- | ------------------------------------------------- | ----------------- | ------------------------------------------------------------------- |
| 2005                 | Spin City                                         | Reportero         | "In The Heat Of The Day"                                            |
| 2007                 | Pushing Daisies                                   | Alfredo Aldarisio | 2 Episodios                                                         |
| 2009                 | Law & Order: Criminal Intent                      | Kevin Mulrooney   | "Lady's Man"                                                        |
| 2010                 | Law & Order                                       | Dennis Di Palma   | "Blackmail"                                                         |
| 2010                 | Medium                                            | David Ostrowski   | "Blood on the Tracks"                                               |
| 2011                 | A Gifted Man                                      | Phillip Romero    | 2 Episodios                                                         |
| 2012                 | 666 Park Avenue                                   | Phillip Perez     | Episodio "Hypnos"                                                   |
| 2012-2018, 2020-2021 | Law & Order: Special Victims Unit                 | ADA Rafael Barba  | Recurrente (T14), Personaje principal (T 15-19), Invitado (T 21-23) |
| 2013-2015            | Hannibal                                          | Federick Chilton  | 12 Episodios                                                        |
| 2014                 | Dora and Friends: Into the City!                  | Lobo feroz        | Voz. "Puppet Theater"                                               |
| 2016-2018            | BoJack Horseman                                   | Ralph Stilton     | Voz. 8 Episodios                                                    |
| 2018                 | The Path                                          | Jackson Neill     | 6 Episodios                                                         |
| 2020                 | Take Me to the World: A Sondheim 90th Celebration | Él mismo          | Anfitrión. Especial de televisión                                   |
| 2020                 | The Good Fight                                    | Brian Kneef       | "The Gang Is Satirized and Doesn't Like It"                         |
| 2021                 | Dopesick                                          | Paul Mendelson    | 6 Episodios                                                         |
| 2021                 | Law & Order: Organized Crime                      | Rafael Barba      | "The Christmas Episode"                                             |
| 2022                 | Candy                                             | Don Crowder       | Miniserie                                                           |

## Premios
| Premio                      | Ceremonia | Trabajo                              | Categoría                                    | Resultado |
| --------------------------- | --------- | ------------------------------------ | -------------------------------------------- | --------- |
| Imagen Awards               | 2018      | Law & Order: Special Victims Unit    | Mejor actor de reparto en televisión         | Nominado  |
|                             |           |                                      |                                              |           |
| Outer Critics Circle Awards | 2005      | Chitty Chitty Bang Bang              | Mejor actor en un musical                    | Nominado  |
| Outer Critics Circle Awards | 2007      | Company                              | Mejor actor en un musical                    | Ganador   |
| Outer Critics Circle Awards | 2008      | Retorno al hogar                     | Mejor actor de reparto en una obra de teatro | Nominado  |
| Outer Critics Circle Awards | 2009      | Speed-the-Plow                       | Mejor actor en una obra de teatro            | Nominado  |
| Outer Critics Circle Awards | 2012      | Leap of Faith                        | Mejor actor en un musical                    | Nominado  |
|                             |           |                                      |                                              |           |
| Premios Drama Desk          | 2002      | Tick, Tick... Boom!                  | Mejor actor en un musical                    | Nominado  |
| Premios Drama Desk          | 2004      | Taboo                                | Mejor actor de reparto en un musical         | Ganador   |
| Premios Drama Desk          | 2007      | Company                              | Mejor actor en un musical                    | Ganador   |
| Premios Drama Desk          | 2008      | Retorno al hogar                     | Mejor elenco                                 | Ganador   |
| Premios Drama Desk          | 2009      | Speed-the-Plow                       | Mejor actor en una obra de teatro            | Nominado  |
| Premios Drama Desk          | 2012      | Leap of Faith                        | Mejor actor en un musical                    | Nominado  |
| Premios Drama Desk          | 2019      | La resistible ascensión de Arturo Ui | Mejor actor en una obra de teatro            | Nominado  |
| Premios Drama Desk          | 2020      | Seared                               | Mejor actor en una obra de teatro            | Nominado  |
|                             |           |                                      |                                              |           |
| Premios Tony                | 2004      | Taboo                                | Mejor actor de reparto en un musical         | Nominado  |
| Premios Tony                | 2007      | Company                              | Mejor actor principal en un musical          | Nominado  |
| Premios Tony                | 2008      | Retorno al hogar                     | Mejor actor de reparto en una obra de teatro | Nominado  |
| Premios Tony                | 2009      | Speed-the-Plow                       | Mejor actor principal en una obra de teatro  | Nominado  |
|                             |           |                                      |                                              |           |
| Theatre World Awards        | 2001      | The Rocky Horror Show                | Theatre World Award                          | Ganador   |